# Chrysomelechthrus descampsi
Chrysomelechthrus descampsi is een vliesvleugelig insect uit de familie Encyrtidae. De wetenschappelijke naam is voor het eerst geldig gepubliceerd in 1955 door Risbec.